# Elio Teone
Elio Teone (in greco antico: Αἴλιος Θέων?, Áilios Théōn, in latino Aelius Theon; Alessandria d'Egitto, I secolo – II secolo) è stato un retore greco antico, sofista alessandrino.

## Biografia
Elio Teone visse e scrisse a metà o alla fine del I secolo d.C., all'epoca di Quintiliano.

## Opere
È autore di una raccolta di esercizi preparatori, i Progimnasmi (Προγυμνάσματα), pensati per la formazione degli oratori.
Il suo scritto sugli esercizi per gli oratori fu il primo del suo genere e ci è pervenuto, oggi incompleto: infatti il trattato si conclude con un breve capitolo sull'antitesi, un esercizio in cui uno studente scrive una composizione attaccando alcuni discorsi, incluso uno di Demostene, usando gli argomenti di confutazione discussi in precedenza nel lavoro.
L'opera era probabilmente un'appendice di un più ampio manuale di retorica, contenente informazioni preziose sullo stile e sui discorsi dei maestri dell'oratoria attica.
Teone scrisse, secondo Suda, anche commenti su Senofonte, Isocrate e Demostene.